# Павлушкин, Виталий Иванович
Виталий Иванович Павлушкин (17 октября 1939 или 19 октября 1937, Москва — 19 января 1995, Киев) — советский хоккеист, вратарь.

## Биография
Виталий Павлушкин родился 19 октября 1937 года в Москве.
Занимался хоккеем с шайбой в московском ЦСК МО.
В 1958—1960 годах был в заявке ЦСК МО / ЦСКА, но не выходил на лёд. В сезоне-1960/61 провёл за ЦСКА 3 матча в чемпионате СССР, однако оставшуюся часть сезона был игроком куйбышевского СКА во второй группе класса «А».
В сезоне-1961/62 провёл 1 матч за московский «Спартак».
В 1963—1968 годах выступал за киевское «Динамо», где конкурировал за место в стартовом составе с Николаем Кульковым. За это время провёл в первой группе класса «А» 79 матчей, во второй группе — 53.
Сезон-1968/69 провёл в днепродзержинском «Химике» в классе «Б».
Умер 19 января 1995 года в Киеве.